# Ardisia shweliensis
Ardisia shweliensis là một loài thực vật có hoa trong họ Anh thảo. Loài này được W.W.Sm. mô tả khoa học đầu tiên năm 1920.